# Діалекти польської мови

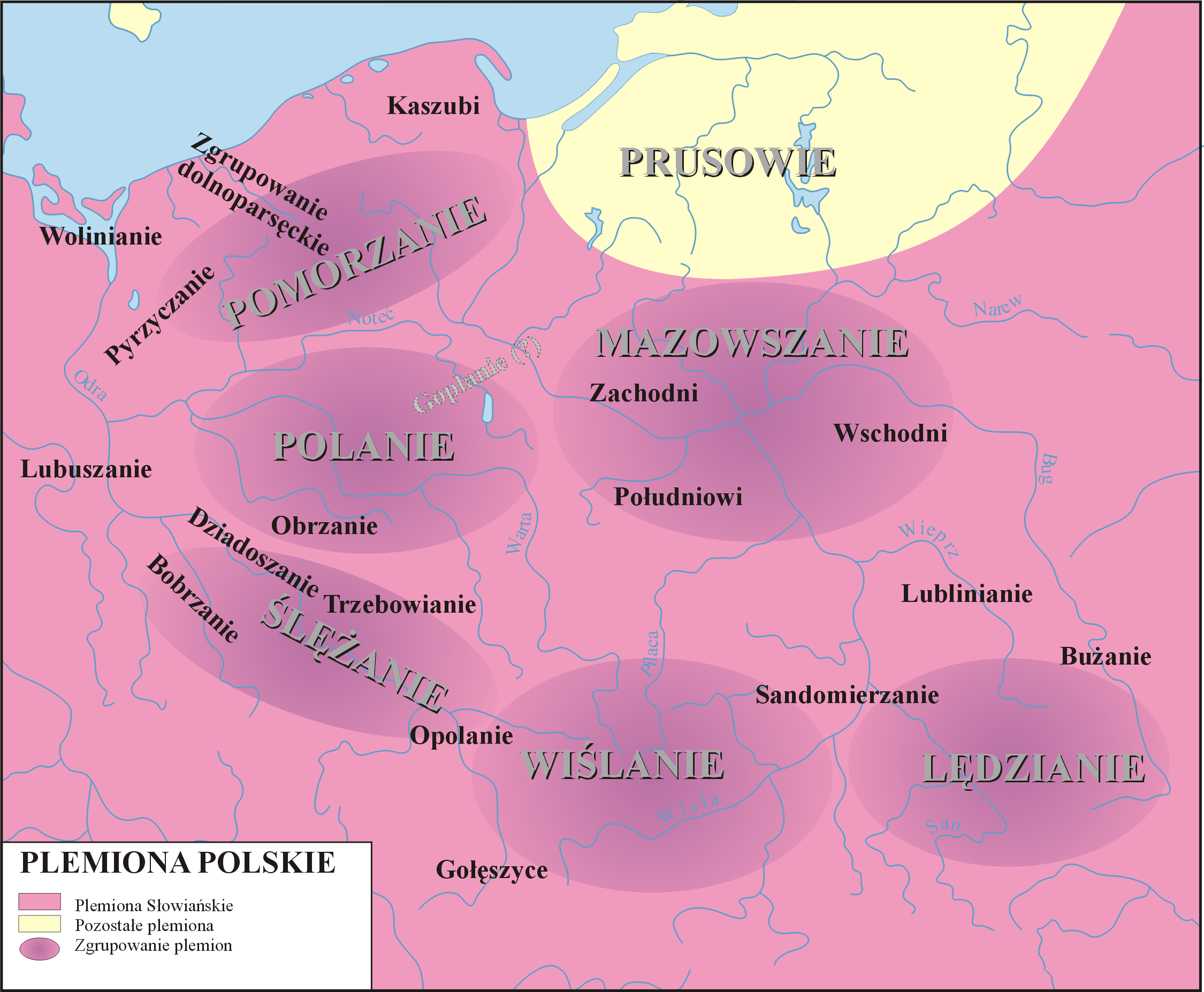
Племена раннього середньовіччя, від яких походять сучасні польські діалекти

Польські лінгвісти традиційно визначають сім діалектів польської мови, кожен з яких пов'язано з певним географічним регіоном. Діалекти часто своєю чергою поділяють на говори.
Польська мова стала набагато більш однорідна в другій половині 20 століття, що частково пов'язано з масовою міграцією кілька мільйонів польських громадян зі східної до західної частини країни після  приєднання Сходу до Радянського Союзу після Другої світової війни. Зазвичай поляки як і раніше, говорять по-різному в різних регіонах країни, хоча розходження між цими діалектами є незначними. Не існує труднощів у взаєморозумінні. Розходження незначні в порівнянні з різними діалектами німецької мови.
Регіональні відмінності відповідають головним чином племінному поділу близько тисячолітньої давності. Найбільші діалекти за кількістю мовців: великопольський (розмовляють на заході), малопольський (розмовляють на півдні та південному сході), мазовецький (мазурський) розмовляють по всій центральній і східній частині країни, і сілезька мова на південному заході. Мазовецький діалект має спільні риси з кашубською мовою.

## Традиційний поділ

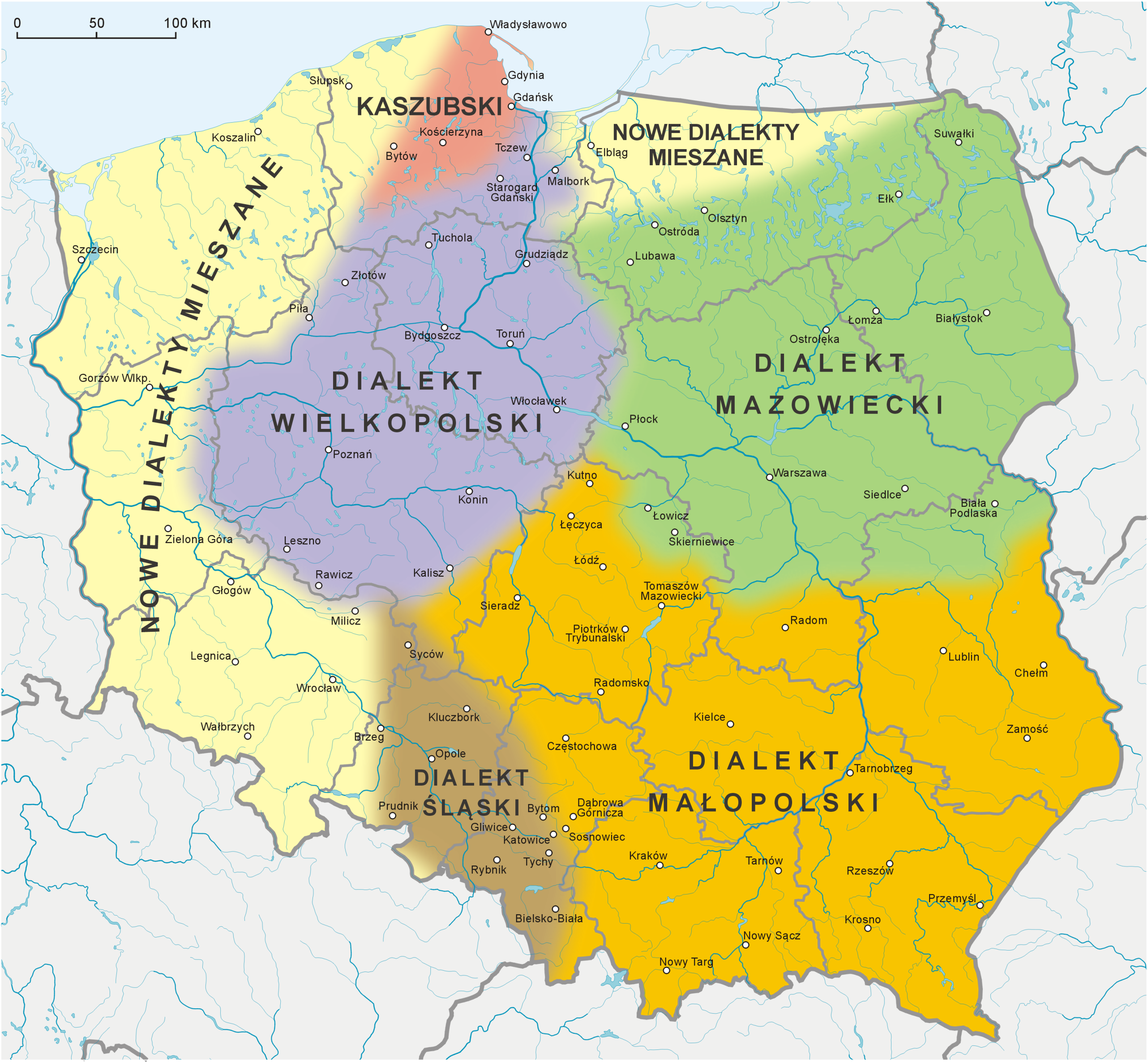
Мапа, показує поділ польських діалектів на чотири діалекти: Малопольський, Великопольський, Мазовецький і нові змішані діалектні групи. Сілезький і кашубський показані як мови

- Великопольський діалект[pl], який походить від західнослов'янської мови Полян
  - Крайнський говір (пол. gwara krajniacka)
  - Тухольський говір (пол. gwara tucholska)
  - Коцевський говір (пол. gwara kociewska)
  - Хелмно - Добжинський говір (пол. gwara chełmińsko-dobrzyńska)
  - Куявський говір (пол. gwara kujawska)
  - Хойнський (Південь Великопольщі) говір (пол. gwara chazacka
- Мазовецький діалект[pl], походить від мови Мазурів [2]
  - Підлясько - Сувальський  говір (пол. gwara podlasko-Suwalska)
  - Вармійський говір (пол. gwara warmińska)
  - Курпіовський говір (пол. gwara kurpiowska)
  - Мазурський говір (пол. gwara mazurska)
  - Мальборк - Любавський говір (пол. gwara malborsko-lubawska)
  - Острудський говір (пол. gwara ostródzka)
- Малопольський діалект походить від мови Віслян, найчисленніший за кількістю мовців діалект сучасної Польщі[3]. Містить субдіалекти: 
  - Ловицький говір  (пол. gwara Łowicka)
  - Серадз - Ленчицький говір  (пол. gwara sieradzko-łęczycka)
  - Говір Свентокшиських гор (пол. gwary świętokrzyskie), часто пов'язують з давнім племенем ляхів
  - Грембувський говір (пол. gwara lasowska)
  - Оравський говір (пол. gwara orawska)
  - Спишський говір (пол. gwara spiska)
  - Підгальський говір  (пол. gwara podhalańska)
- Північнокреський діалект[pl][4][5] наразі користуються головним чином польська меншина в Литві та в Білорусі.  
  - Білостоцький говір (пол. gwara Białostocka)
  - Вільнюський говір  (пол. gwara wileńska)
  - Сувальський говір  (пол. gwara suwalska)
- Південнокреський діалект[pl][4][6]  часто розглядаються як нащадок піджину польської мови і Староукраїнської мови, що була у вжитку в Червоній Русі у середньовіччі. Сьогодні він частково поширений у північних та західних (колишніх німецьких) регіонах серед старшого покоління поляків (тих, що переселилися на ці землі з територій, анексованих Радянським Союзом).
  - Львівський говір(пол. gwara Lwowska)[6] наразі мертвий.
- Сілезька (пол. gwary śląskie), походить від мови слов'янського племені Слензани, у наш час використовують в регіонах Верхньої Сілезії. 
  - Діалект Тешинської Сілезії (пол. gwara cieszyńska)
  - Ляська мова (пол. gwary laskie), діалект ляської мови, пов'язана з чеською мовою.
  - Немодлін-Сілезький діалект
  - Глівіце-Сілезькоий діалект
  - Яблунков-Сілезький діалект
  - Ключборк-Сілезький діалект
  - Прудник-Сілезький діалект
  - Ополе-Сілезький діалект
  - Сулков-Сілезький діалект

Один діалект вважають окремою мовою:
- Кашубська (пол. Język Kaszubski, Dialekt Kaszubski), використовується нащадками давніх племен поморян. 
  - Словінський діалект (пол. gwara słowińska), вимер на початку XX століття, останні мовці мешкали в селі Клюкі на Лебському озері.